# Elbaue zwischen Griebo und Prettin
Die Elbaue zwischen Griebo und Prettin ist ein FFH-Gebiet in den Städten Annaburg, Bad Schmiedeberg, Jessen (Elster), Zahna-Elster, Kemberg und der Lutherstadt Wittenberg im Landkreis Wittenberg in Sachsen-Anhalt.

## Allgemeines
Das FFH-Gebiet ist circa 8410 Hektar groß (beim Bundesamt für Naturschutz ist die Größe mit 8422 Hektar angegeben). Es überlagert sich mit den Landschaftsschutzgebieten „Elbetal - Prettin“, „Elbetal - zwischen Elster und Sachau“, „Elbetal - zwischen Wittenberg und Bösewig“, „Elbetal - Crassensee“ und „Mittelelbe“. Ein Teil des FFH-Gebietes überlagert sich mit dem EU-Vogelschutzgebiet „Mündungsgebiet der Schwarzen Elster“. Im Süden grenzt es an das auf dem Gebiet von Sachsen liegende FFH-Gebiet „Elbtal zwischen Mühlberg und Greudnitz“ und EU-Vogelschutzgebiet „Elbaue und Teichgebiete bei Torgau“ sowie bei Sachau kleinflächig an das FFH-Gebiet „Lausiger Teiche und Ausreißer-Teich östlich Bad Schmiedeberg“ und bei Klöden kleinflächig an das als Naturschutzgebiet „Riß“ ausgewiesene FFH-Gebiet „Klödener Riß“, bei Elster (Elbe) an das größtenteils als gleichnamiges Naturschutzgebiet ausgewiesenes FFH-Gebiet „Untere Schwarze Elster“, bei Griebo kleinflächig an das FFH-Gebiet „Grieboer Bach östlich Coswig“ sowie nach Westen an das FFH-Gebiet „Dessau-Wörlitzer Elbauen“ und EU-Vogelschutzgebiet „Mittlere Elbe einschließlich Steckby-Lödderitzer Forst“. Zwei Bereiche des FFH-Gebietes mit Altwassern sind als Naturschutzgebiete ausgewiesen, das Naturschutzgebiet „Großer Streng“ südwestlich von Elster (Elbe) und das Naturschutzgebiet „Alte Elbe bei Bösewig“ nordöstlich von Trebitz. Weiterhin umfasst es die beiden Naturdenkmale „Schluft (Dorfteich)“ und „Durchstich Pratau“. Das FFH-Gebiet ist durch die Landesverordnung zur Unterschutzstellung der Natura 2000-Gebiete im Land Sachsen-Anhalt (N2000-LVO LSA) seit dem 21. Dezember 2018 rechtlich gesichert. Zuständige untere Naturschutzbehörde ist der Landkreis Wittenberg.

## Beschreibung
Das aus zwei Teilflächen bestehende FFH-Gebiet liegt südwestlich, südlich und südöstlich der Lutherstadt Wittenberg zum größten Teil im Biosphärenreservat Mittelelbe als Teil des Biosphärenreservats Flusslandschaft Elbe. Es umfasst die vielfach eingedeichte Elbaue, die von weiten Wiesenflächen geprägt wird, sowie einige binnendeichs liegende Bereiche. In die Elbaue sind Altwasser, Kolke und Flutrinnen eingebettet.
Auf den Wiesen mit Glatthafer, Fuchsschwanz, Rotschwingel und Honiggras siedeln neben vielen anderen Arten Wiesenlabkraut, Wiesenstorchschnabel, Knolliger Hahnenfuß, Großer Wiesenknopf, Kümmelblättrige Silge und Gewöhnliche Wiesensilge. Auf trockeneren und mageren Standorten siedeln unter anderem Feldhainsimse, Färberscharte und Kleine Wiesenraute. Insbesondere im Bereich um Wittenberg sind Brenndolden-Auenwiesen unter anderem mit Brenndolde, Langblättrigem Blauweiderich, Goldhahnenfuß und Vielblütigem Hainhahnenfuß ausgebildet. Sehr kleinflächig sind auf Dünen auch Sandrasen unter anderem mit Zierlichem Schillergras, Großem Knorpellattich und Rispenflockenblume ausgebildet.
Auf Schlammbänken in den Buhnenfeldern siedeln Roter Gänsefuß, Hirschsprung, Schlammkraut, Portulak und Kleines Flohkraut. An Schlammflächen an Altwassern bei Bleddin siedelt Scheidenblütgras, dessen Vorkommen zuvor als erloschen galt. In Altwassern ist Wasservegetation aus Froschbiss, Wassernuss, Seekanne, Ährigem Tausendblatt, Glänzendem Laichkraut, Stumpfblättrigem Laichkraut und Gemeinem Wasserschlauch ausgebildet. In Gräben und Fließen siedeln unter anderem Kammlaichkraut, Pfeilkraut, Schmalblättriger Merk und Bachbunge.
Auwälder sind nur als Restbestände in der Elbaue vorhanden. Hartholzauwälder werden von Stieleiche, Gemeiner Esche, Flatterulme, Winterlinde, Feldahorn, Holzapfel und Wildbirne gebildet. Weichholzauwälder aus Silberweide, Fahlweide, Korbweide und Schwarzpappel sind stellenweise in Form von Galeriewäldern ausgebildet. In der Krautschicht siedeln Arten der Staudenfluren und Röhrichte wie beispielsweise Gewöhnlicher Blutweiderich, Gewöhnlicher Gilbweiderich, Katzenschwanz und Rohrglanzgras.
Das FFH-Gebiet ist Lebensraum und Migrationskorridor für Biber und Fischotter. Für Fledermäuse wie Großem Mausohr, Wasserfledermaus, Rauhautfledermaus, Mückenfledermaus und Großen Abendsegler hat das Gebiet große Bedeutung als Nahrungshabitat. Libellen sind unter anderem durch Grüne Keiljungfer, Asiatische Keiljungfer und Grüne Mosaikjungfer vertreten. Das Gebiet ist Lebensraum verschiedener Amphibien, darunter der Moorfrosch. Neben anderen sind auch Laubfrosch, Knoblauchkröte, Wechselkröte und Rotbauchunke nachgewiesen, die aber nicht flächendeckend verbreitet sind.
Die Elbe beherbergt unter anderem Vorkommen von Rapfen, Barbe, Stromgründling und Lachs. Im FFH-Gebiet sind auch Bitterling, Schlammpeitzger, Steinbeißer und Flussneunauge zu finden.
Das Gebiet ist Lebensraum unter anderem von Seeadler, Fischadler und Kranich. Weiterhin ist der hier Kiebitz heimisch. Bei Bösewig befindet sich eines der letzten Brutreviere des Großen Brachvogels an der Mittelelbe. Das Gebiet ist Nahrungshabitat für Weiß- und Schwarzstorch und Rastgebiet für Waldsaatgans, Blässgans, Singschwan und Kampfläufer.